# Fußball-Club Bayern München 2021-2022 (femminile)
Questa voce raccoglie le informazioni riguardanti la sezione di calcio femminile del Fußball-Club Bayern München nelle competizioni ufficiali della stagione 2021-2022.

## Stagione
Il Bayern Monaco apre la stagione con la riconferma del tecnico Jens Scheuer, per la terza volta sulla panchina della squadra di Monaco di Baviera, e un buon numero di movimenti nella sessione estiva di calciomercato. Tra le varie novità in rosa si registra l'arrivo del difensore Glódís Perla Viggósdóttir, di provenienza Rosengård, e dall'Olympique Lione della centrocampista giapponese Saki Kumagai, campionessa del Mondo 2011.
Come nella precedente edizione, la stagione attuale di Bundesliga vede nuovamente la compagine bavarese contendersi il titolo con il Wolfsburg. Questa volta, però, a vincere il titolo è la formazione bianco-verde con un distacco di quattro lunghezze al termine della stagione. Con il secondo posto in classifica, il Bayern Monaco ottiene un posto per la UEFA Women's Champions League 2022-2023. Lea Schüller, con sedici gol segnati, è la migliore marcatrice del torneo.
Il cammino in Coppa di Germania si ferma, per il secondo anno consecutivo, alle semifinali. Come nella precedente edizione, è ancora il Wolfsburg a eliminare le bavaresi.
In Women's Champions League, il cammino inizia direttamente dalla fase a gironi, terminato al secondo posto in un girone composto da Olympique Lione (terminato primo), Benfica e Häcken. Ai quarti di finale, il Bayern cade per mano delle francesi del Paris Saint-Germain, dopo aver portato ai tempi supplementari la gara di ritorno del Parco dei Principi.

## Maglie e sponsor
Le tenute di gioco sono le stesse utilizzate dal Bayern Monaco maschile.
|  | Casa | Trasferta | Terza divisa |

## Organigramma societario
Area sportiva
- Management: Karin Danner
- Team management: Nicole Rolser
- Team Manager: Alexandra Milchgiesser

Area tecnica
Staff tecnico
- Allenatore: Jens Scheuer
- Assistenti: Jérôme Reisacher, Marco Knirsch
- Preparatore atletico: Hamid Masoum Beygi
- Preparatori dei portieri: Peter Kargus, Michael Netolitzky

Area sanitaria
Staff medico
- Gestione atletica: Bianca Rich
- Medici prima squadra: Frauke Wilken, Vanessa Pfetsch
- Fisioterapisti: Johannes Schöttl, Carlotta Weingarten

## Rosa
| N. |                        | Ruolo | Calciatrice               |
| -- | ---------------------- | ----- | ------------------------- |
| 1  | Germania (bandiera)    | P     | Laura Benkarth            |
| 3  | Giappone (bandiera)    | D     | Saki Kumagai              |
| 4  | Germania (bandiera)    | D     | Kristin Demann            |
| 5  | Svezia (bandiera)      | D     | Hanna Glas                |
| 6  | Paesi Bassi (bandiera) | C     | Lineth Beerensteyn        |
| 7  | Germania (bandiera)    | C     | Giulia Gwinn              |
| 8  | Germania (bandiera)    | D     | Maximiliane Rall          |
| 9  | Serbia (bandiera)      | A     | Jovana Damnjanović        |
| 10 | Germania (bandiera)    | C     | Linda Dallmann            |
| 11 | Germania (bandiera)    | A     | Lea Schüller              |
| 12 | Germania (bandiera)    | C     | Sydney Lohmann            |
| 14 | Islanda (bandiera)     | D     | Glódís Perla Viggósdóttir |
| 15 | Croazia (bandiera)     | C     | Ivana Rudelić             |
| 16 | Germania (bandiera)    | C     | Lina Magull               |

| N. |                                 | Ruolo | Calciatrice                  |
| -- | ------------------------------- | ----- | ---------------------------- |
| 17 | Germania (bandiera)             | A     | Klara Bühl                   |
| 18 | Francia (bandiera)              | A     | Viviane Asseyi               |
| 19 | Austria (bandiera)              | D     | Carina Wenninger             |
| 22 | Germania (bandiera)             | P     | Maria Luisa Grohs            |
| 23 | Islanda (bandiera)              | C     | Karólína Lea Vilhjálmsdóttir |
| 25 | Austria (bandiera)              | C     | Sarah Zadrazil               |
| 27 | Germania (bandiera)             | D     | Marina Hegering              |
| 30 | Germania (bandiera)             | D     | Carolin Simon                |
| 33 | Germania (bandiera)             | P     | Janina Leitzig               |
| 35 | Germania (bandiera)             | C     | Julia Landenberger           |
| 36 | Bosnia ed Erzegovina (bandiera) | C     | Andrea Gavrić                |
| 37 | Germania (bandiera)             | C     | Amelie Schuster              |
| 80 | Svezia (bandiera)               | A     | Sofia Jakobsson              |

## Calciomercato

### Sessione estiva
| Acquisti | Acquisti                  | Acquisti        | Acquisti   |
| R.       | Nome                      | da              | Modalità   |
| -------- | ------------------------- | --------------- | ---------- |
| P        | Janina Leitzig            | Hoffenheim      |            |
| D        | Glódís Perla Viggósdóttir | Rosengård       | definitivo |
| D        | Maximiliane Rall          | Hoffenheim      | definitivo |
| C        | Saki Kumagai              | Olympique Lione | definitivo |
| A        | Sofia Jakobsson           | Real Madrid     |            |

| Cessioni | Cessioni             | Cessioni            | Cessioni |
| R.       | Nome                 | a                   | Modalità |
| -------- | -------------------- | ------------------- | -------- |
| P        | Carina Schlüter      | RB Lipsia           |          |
| D        | Simone Boye Sørensen | Arsenal             |          |
| D        | Amanda Ilestedt      | Paris Saint-Germain |          |
| D        | Laura Donhauser      | Colonia             |          |
| D        | Julia Pollak         | Bayer Leverkusen    |          |
| C        | Gia Corley           | Hoffenheim          |          |

### Sessione invernale
| Acquisti | Acquisti                 | Acquisti | Acquisti    |
| R.       | Nome                     | da       | Modalità    |
| -------- | ------------------------ | -------- | ----------- |
| P        | Cecilía Rán Rúnarsdóttir | Everton  | in prestito |

| Cessioni | Cessioni        | Cessioni       | Cessioni    |
| R.       | Nome            | a              | Modalità    |
| -------- | --------------- | -------------- | ----------- |
| D        | Kristin Demann  | Colonia        | in prestito |
| A        | Sofia Jakobsson | San Diego Wave | definitivo  |

### Operazioni esterne alle sessioni
| Acquisti | Acquisti | Acquisti | Acquisti |
| R.       | Nome     | da       | Modalità |
| -------- | -------- | -------- | -------- |
|          |          |          |          |

| Cessioni | Cessioni        | Cessioni | Cessioni   | Cessioni |
| R.       | Nome            | a        | Modalità   |          |
| -------- | --------------- | -------- | ---------- | -------- |
| C        | Andrea Gavrić   | Colonia  | svincolata |          |
| C        | Amelie Schuster |          | svincolata |          |

## Risultati

### Frauen-Bundesliga

#### Girone di andata
| Arbitro: | Appelmann (Alzey) |

|                                                                                             |           |  |
| Magull 2’, 65’ Simon 33’ Schüller 37’ Glas 59’ Rall 68’ Beerensteyn 69’ (rig.) Dallmann 74’ | Marcatori |  |

| Arbitro: | Wacker (Marbach am Neckar) |

|  |           |                                    |
|  | Marcatori | 20’ Dallmann 37’ Glas 55’ Schüller |

| Arbitro: | Duske (Leverkusen) |

|                                                      |           |  |
| Magull 3’ Schüller 17’ Viggósdóttir 66’ Schüller 89’ | Marcatori |  |

| Arbitro: | Diekmann (Dortmund) |

|  |           |                                                                    |
|  | Marcatori | 18’, 27’ Rall 22’ Kumagai 44’ Dallmann 73’ Viggósdóttir 75’ Asseyi |

| Arbitro: | Hussein (Bad Harzburg) |

|                                     |           |           |
| Schüller 43’, 61’ Beerensteyn 90+1’ | Marcatori | 76’ Billa |

| Arbitro: | Michel (Gau-Odernheim) |

|                                      |           |               |
| Martinez 68’ Freigang 88’ Nüsken 90’ | Marcatori | 80’, 83’ Rall |

| Arbitro: | Derlin (Bad Schwartau) |

|               |           |                         |
| Berentzen 14’ | Marcatori | 7’ Bühl 51’ Damnjanović |

| Arbitro: | Wacker (Marbach am Neckar) |

|  |           |           |
|  | Marcatori | 69’ Roord |

| Arbitro: | Heidenreich (Sereetz) |

|                                              |           |  |
| Schüller 10’ Walter 66’ (aut.) Jakobsson 84’ | Marcatori |  |

| Arbitro: | Derlin (Bad Schwartau) |

|                                                                  |           |             |
| Dallmann 5’ Schüller 13’, 29’ Rall 24’, 64’ Gwinn 26’ Asseyi 62’ | Marcatori | 74’ Arfaoui |

| Arbitro: | Wildfeuer (Lubecca) |

|           |           |                  |
| Cerci 30’ | Marcatori | 49’ (rig.) Gwinn |

#### Girone di ritorno
| Arbitro: | Duske (Leverkusen) |

|  |           |                      |
|  | Marcatori | 11’ Rall 90’ Kumagai |

| Arbitro: | Diekmann (Dortmund) |

|                                                     |           |  |
| Damnjanović 2’ Bühl 23’ Magull 70’ Viggósdóttir 80’ | Marcatori |  |

| Arbitro: | Westerhoff (Bochum) |

|  |           |                                 |
|  | Marcatori | 28’ Gwinn 53’ Dallmann 61’ Glas |

| Arbitro: | Joos (Leinfelden-Echterdingen) |

|                                                          |           |  |
| Schüller 48’, 68’, 76’ Asseyi 49’ Glas 66’ Kumagai 90+1’ | Marcatori |  |

| Arbitro: | Michel (Gau-Odernheim) |

|                         |           |                                                             |
| De Caigny 14’ Hagel 63’ | Marcatori | 18’ Dallmann 28’ (aut.) Feldkamp 68’ Rall 90+3’ Damnjanović |

| Arbitro: | Derlin (Bad Schwartau) |

|                                                   |           |                         |
| Rall 5’ Schüller 52’ Asseyi 79’ Damnjanović 90+4’ | Marcatori | 28’ Freigang 42’ Anyomi |

| Arbitro: | Rafalski (Baunatal) |

|                                      |           |  |
| Asseyi 7’ Kumagai 24’, 77’ Simon 40’ | Marcatori |  |

| Arbitro: | Wildfeuer (Lubecca) |

|                                                                   |           |  |
| Huth 8’ Wedemeyer 33’ Waßmuth 39’ Popp 77’ Oberdorf 82’ Pajor 90’ | Marcatori |  |

| Arbitro: | Westerhoff (Bochum) |

|  |           |                                                 |
|  | Marcatori | 46’ (aut.) Landmann 49’, 66’ Schüller 56’ Gwinn |

| Arbitro: | Arlt (Münster) |

|  |           |                                          |
|  | Marcatori | 38’ Lohmann 41’ Gwinn 44’ (aut.) Matysik |

| Arbitro: | Heimann (Gladbeck) |

|                                                        |           |  |
| Damnjanović 4’, 42’ Bühl 14’ Dallmann 34’ Schüller 88’ | Marcatori |  |

### DFB-Pokal
| Arbitro: | Michel (Gau-Odernheim) |

|  |           |                                                               |
|  | Marcatori | 10’, 38’, 58’ Damnjanović 12’ Rall 32’ Wenninger 84’ Zadrazil |

| Arbitro: | Wildfeuer (Lubecca) |

|                                      |           |                            |
| Schüller 27’ Gwinn 38’ Bühl 55’, 78’ | Marcatori | 42’ Nüsken 64’ Feiersinger |

| Arbitro: | Wildfeuer (Lubecca) |

|                 |           | |
| Glas 41’ (aut.) | Marcatori | 9’ (aut.) Kremlitschka 25’, 37’ Damnjanović 49’ Bühl 43’ Magull 55’ Kumagai 77’ (aut.) Adam 83’ Asseyi 88’ Rall |

| Arbitro: | Michel (Gau-Odernheim) |

|                        |           |                            |
| Damnjanović 50’ (rig.) | Marcatori | 19’, 61’ Roord 80’ Waßmuth |

### UEFA Women's Champions League

#### Fase a gironi
| Seixal 5 ottobre 2021, ore 21:00 UTC+2 1ª giornata | Benfica             | 0 – 0 referto | Bayern Monaco | Benfica Campus\| Arbitro: \| Marta Huerta De Aza \| |
| Arbitro:                                           | Marta Huerta De Aza |               |               |                                                     |

| Arbitro: | Rebecca Welch |

|                                                 |           |  |
| Schüller 8’, 11’ Dallmann 70’ Damnjanović 90+1’ | Marcatori |  |

| Arbitro: | Monika Mularczyk |

|                      |           |                     |
| Cayman 50’ Henry 86’ | Marcatori | 25’ (aut.) Buchanan |

| Arbitro: | Lina Lehtovaara |

|             |           |  |
| Kumagai 69’ | Marcatori |  |

| Arbitro: | Iuliana Demetrescu |

|                  |           |                                                              |
| Blackstenius 36’ | Marcatori | 39’ Asseyi 45’, 55’ Damnjanović 73’ Dallmann 87’ Beerensteyn |

| Arbitro: | Lorraine Watson |

|                                                            |           |  |
| Vilhjálmsdóttir 26’ Schüller 28’ Gwinn 48’ (rig.) Bühl 49’ | Marcatori |  |

#### Fase a eliminazione diretta
| Arbitro: | Marta Huerta De Aza |

|          |           |                 |
| Bühl 84’ | Marcatori | 20’, 71’ Katoto |

| Arbitro: | Esther Staubli |

|                             |           |                          |
| Baltimore 17’ Bachmann 112’ | Marcatori | 19’ Kumagai 55’ Schüller |

## Statistiche

### Statistiche di squadra
| Competizione         | Punti | In casa | In casa | In casa | In casa | In casa | In casa | In trasferta | In trasferta | In trasferta | In trasferta | In trasferta | In trasferta | Totale | Totale | Totale | Totale | Totale | Totale | DR  |
| Competizione         | Punti | G       | V       | N       | P       | Gf      | Gs      | G            | V            | N            | P            | Gf           | Gs           | G      | V      | N      | P      | Gf     | Gs     | DR  |
| -------------------- | ----- | ------- | ------- | ------- | ------- | ------- | ------- | ------------ | ------------ | ------------ | ------------ | ------------ | ------------ | ------ | ------ | ------ | ------ | ------ | ------ | --- |
| Frauen Bundesliga    | 55    | 11      | 10      | 0       | 1       | 48      | 5       | 11           | 8            | 1            | 2            | 30           | 13           | 22     | 18     | 1      | 3      | 78     | 18     | +60 |
| DFB-Pokal der Frauen | -     | 2       | 1       | 0       | 1       | 5       | 5       | 2            | 2            | 0            | 0            | 15           | 1            | 4      | 3      | 0      | 1      | 20     | 6      | +14 |
| Champions League     | -     | 4       | 3       | 0       | 1       | 10      | 2       | 4            | 1            | 2            | 1            | 8            | 5            | 8      | 4      | 2      | 2      | 18     | 7      | +11 |
| Totale               | -     | 17      | 14      | 0       | 3       | 63      | 12      | 17           | 11           | 3            | 3            | 53           | 19           | 34     | 25     | 3      | 6      | 116    | 31     | +85 |

### Andamento in campionato
| Giornata  | 1 | 2 | 3 | 4 | 5 | 6 | 7 | 8 | 9 | 10 | 11 | 12 | 13 | 14 | 15 | 16 | 17 | 18 | 19 | 20 | 21 | 22 |
| --------- | - | - | - | - | - | - | - | - | - | -- | -- | -- | -- | -- | -- | -- | -- | -- | -- | -- | -- | -- |
| Luogo     | C | T | C | T | C | T | T | C | C | C  | T  | T  | C  | T  | C  | T  | C  | C  | T  | T  | T  | C  |
| Risultato | V | V | V | V | V | P | V | P | V | V  | N  | V  | V  | V  | V  | V  | V  | V  | P  | V  | V  | V  |
| Posizione | 1 | 1 | 1 | 1 | 1 | 1 | 1 | 3 | 2 | 2  | 2  | 2  | 2  | 2  | 2  | 2  | 2  | 2  | 2  | 2  | 2  | 2  |

Legenda:

Luogo: C = Casa; T = Trasferta. Risultato: V = Vittoria; N = Pareggio; P = Sconfitta.

### Statistiche delle giocatrici
| Giocatore            | Frauen-Bundesliga | Frauen-Bundesliga | Frauen-Bundesliga | Frauen-Bundesliga | DFB-Pokal der Frauen | DFB-Pokal der Frauen | DFB-Pokal der Frauen | DFB-Pokal der Frauen | Champions League | Champions League | Champions League | Champions League | Totale   | Totale | Totale      | Totale     |
| Giocatore            | Presenze          | Reti              | Ammonizioni       | Espulsioni        | Presenze             | Reti                 | Ammonizioni          | Espulsioni           | Presenze         | Reti             | Ammonizioni      | Espulsioni       | Presenze | Reti   | Ammonizioni | Espulsioni |
| -------------------- | ----------------- | ----------------- | ----------------- | ----------------- | -------------------- | -------------------- | -------------------- | -------------------- | ---------------- | ---------------- | ---------------- | ---------------- | -------- | ------ | ----------- | ---------- |
| V. Asseyi            | 20                | 5                 | 1                 | 0                 | 3                    | 1                    | 0                    | 0                    | 6                | 1                | 3                | 0                | 29       | 7      | 4           | 0          |
| L. Beerensteyn       | 17                | 2                 | 1                 | 0                 | 4                    | 0                    | 0                    | 0                    | 7                | 1                | 0                | 0                | 28       | 3      | 1           | 0          |
| L. Benkarth          | 9                 | -7                | 0                 | 0                 | 1                    | 0                    | 0                    | 0                    | 4                | -2               | 0                | 0                | 14       | -9     | 0           | 0          |
| K. Bühl              | 18                | 3                 | 0                 | 0                 | 3                    | 3                    | 0                    | 0                    | 6                | 2                | 1                | 0                | 27       | 8      | 1           | 0          |
| L. Dallmann          | 19                | 7                 | 0                 | 0                 | 4                    | 0                    | 0                    | 0                    | 6                | 2                | 0                | 0                | 29       | 9      | 0           | 0          |
| J. Damnjanović       | 17                | 6                 | 1                 | 0                 | 4                    | 6                    | 0                    | 0                    | 6                | 3                | 0                | 0                | 27       | 15     | 1           | 0          |
| K. Demann            | 4                 | 0                 | 0                 | 0                 | 1                    | 0                    | 0                    | 0                    | 2                | 0                | 0                | 0                | 7        | 0      | 0           | 0          |
| A. Gavrić            | 1                 | 0                 | 0                 | 0                 | -                    | -                    | -                    | -                    | -                | -                | -                | -                | 1        | 0      | 0           | 0          |
| H. Glas              | 19                | 4                 | 0                 | 0                 | 3                    | 0                    | 0                    | 0                    | 8                | 0                | 0                | 0                | 30       | 4      | 0           | 0          |
| M.L. Grohs           | -                 | -                 | -                 | -                 | -                    | -                    | -                    | -                    | -                | -                | -                | -                | -        | -      | -           | -          |
| G. Gwinn             | 20                | 5                 | 1                 | 0                 | 4                    | 1                    | 0                    | 0                    | 7                | 1                | 1                | 0                | 31       | 7      | 2           | 0          |
| M. Hegering          | 5                 | 0                 | 2                 | 0                 | 1                    | 0                    | 0                    | 0                    | 2                | 0                | 0                | 0                | 8        | 0      | 2           | 0          |
| S. Jakobsson         | 5                 | 1                 | 0                 | 0                 | 1                    | 0                    | 0                    | 0                    | 5                | 0                | 0                | 0                | 11       | 1      | 0           | 0          |
| S. Kumagai           | 21                | 5                 | 0                 | 0                 | 4                    | 1                    | 0                    | 0                    | 8                | 2                | 1                | 0                | 33       | 8      | 1           | 0          |
| J. Landerberger      | 4                 | 0                 | 0                 | 0                 | -                    | -                    | -                    | -                    | 1                | 0                | 0                | 0                | 5        | 0      | 0           | 0          |
| J. Leitzig           | 14                | -6                | 0                 | 0                 | 3                    | -4                   | 0                    | 0                    | 4                | -5               | 0                | 0                | 21       | -15    | 0           | 0          |
| S. Lohmann           | 8                 | 1                 | 0                 | 0                 | 2                    | 0                    | 0                    | 0                    | 2                | 0                | 0                | 0                | 12       | 1      | 0           | 0          |
| L. Magull            | 20                | 4                 | 2                 | 0                 | 3                    | 1                    | 0                    | 0                    | 7                | 0                | 1                | 0                | 30       | 5      | 3           | 0          |
| M. Rall              | 19                | 10                | 2                 | 0                 | 3                    | 2                    | 0                    | 0                    | 4                | 0                | 0                | 0                | 26       | 12     | 2           | 0          |
| C.R. Rúnarsdóttir    | 1                 | -3                | 0                 | 0                 | 1                    | 0                    | 0                    | 0                    | -                | -                | -                | -                | 2        | -3     | 0           | 0          |
| I. Rudelić           | 1                 | 0                 | 0                 | 0                 | -                    | -                    | -                    | -                    | -                | -                | -                | -                | 1        | 0      | 0           | 0          |
| C. Simon             | 16                | 2                 | 0                 | 0                 | 4                    | 0                    | 0                    | 0                    | 5                | 0                | 0                | 0                | 25       | 2      | 0           | 0          |
| L. Schüller          | 22                | 16                | 0                 | 0                 | 2                    | 1                    | 0                    | 0                    | 7                | 4                | 0                | 0                | 31       | 21     | 0           | 0          |
| A. Schuster          | 1                 | 0                 | 0                 | 0                 | -                    | -                    | -                    | -                    | -                | -                | -                | -                | 1        | 0      | 0           | 0          |
| G.P. Viggósdóttir    | 21                | 3                 | 0                 | 0                 | 3                    | 0                    | 0                    | 0                    | 7                | 1                | 0                | 0                | 31       | 4      | 0           | 0          |
| K.L. Vilhjálmsdóttir | 10                | 0                 | 0                 | 0                 | 2                    | 0                    | 0                    | 0                    | 2                | 0                | 0                | 0                | 14       | 0      | 0           | 0          |
| C. Wenninger         | 14                | 0                 | 0                 | 0                 | 3                    | 1                    | 0                    | 0                    | 5                | 0                | 1                | 0                | 22       | 1      | 1           | 0          |
| S. Zadrazil          | 19                | 0                 | 1                 | 0                 | 4                    | 1                    | 0                    | 0                    | 7                | 0                | 0                | 0                | 30       | 1      | 1           | 0          |